# Bobby Jindal
Piyush "Bobby" Jindal, född 10 juni 1971 i Baton Rouge i Louisiana, är en amerikansk politiker (republikan). Han invaldes i USA:s representanthus för Louisianas första kongressdistrikt i november 2004 som den andre indisk-amerikanske kongressmannen någonsin. Han föddes som hindu med namnet Piyush, men antog senare namnet Bobby efter en rollfigur i The Brady Bunch och konverterade till den romersk-katolska kyrkan.
Han valdes i oktober 2007 som den första icke-vite guvernören i Louisianas historia sedan P.B.S. Pinchback under rekonstruktionstiden, och som den förste indisk-amerikanske guvernören någonsin i en amerikansk delstat. Han företräder en socialkonservativ linje och är motståndare till abort och stamcellsforskning, men har uttryck visst stöd för sociala program som Medicaid. I representanthuset var han en stark förespråkare för ökad oljeutvinning utanför de amerikanska kusterna, och han har yttrat sig positiv till intelligent design som alternativt utbildningsmedel i skolorna. Som indisk-amerikan och med bakgrund i representanthuset anses han kunna appellera till bredare väljargrupper än Arkansas likasinnade exguvernör Mike Huckabee, samt ha starkare band till etablissemanget i Washington än sina flesta guvernörskolleger.
2015 meddelade Jindal att han kandiderade som president till valet 2016. Den 17 november samma år avslutade han sin kandidatur till följd av lågt stöd bland väljarna.